# Bogorodick
Bogorodick (ros. Богородицк) – miasto w zachodniej Rosji, w obwodzie tulskim, liczące 32.827 mieszkańców (1 stycznia 2006 r.).

## Miasta partnerskie
- Łuczeniec, Słowacja
- Rezzato, Włochy